# Макс Камински Трофи
Макс Камински Трофи (англ. Max Kaminsky Trophy) — приз, ежегодно вручаемый лучшему защитнику Хоккейной лиги Онтарио. До 1969 года приз с таким названием вручался Джентльмену года, с 1970 г. он называется Уильям Хэнли Трофи.
Трофей назван в честь Макса Камински, который выиграл Мемориальный кубок в 1960 году с «Сент-Катаринс Типис» в качестве тренера, и вскоре умер от рака.

## Победители
Выделены игроки так же получавшие в этом сезоне трофей «Лучший защитник года CHL».
- 2024-25 Сэм Дикинсон, Лондон Найтс

- 2023-24 Зейн Парех, Сагино Спирит
- 2022-23 Павел Минтюков, Сагино Спирит/Оттава Сиксти Севенс
- 2021-22 Нэйтан Стейос, Гамильтон Булдогс
- 2020-21 Сезон был отменён из-за пандемии коронавируса
- 2019-20 Ноэль Хофенмайер, Оттава Сиксти Севенс
- 2018-19 Эван Бушар, Лондон Найтс
- 2017-18 Николас Хейг, Миссиссога Стилхедс
- 2016-17 Даррен Рэддиш, Эри Оттерз
- 2015-16 Михаил Сергачёв, Уинсор Спитфайрз
- 2014-15 Энтони Деанжело, Сарния Стинг/Су-Сент-Мари Грейхаундз
- 2013-14 Аарон Экблад, Барри Кольтс
- 2012-13 Райан Спроул, Су-Сент-Мари Грейхаундз
- 2011-12 Дуги Хэмилтон, Ниагара АйсДогс
- 2010-11 Райан Эллис, Уинсор Спитфайрз
- 2009-10 Джэйк Маззин, Су-Сент-Мари Грейхаундз
- 2008-09 Райан Эллис, Уинсор Спитфайрз
- 2007-08 Дрю Даути, Гелф Шторм
- 2006-07 Марк Стаал, Садбери Вулвз
- 2005-06 Андрей Секера, Оуэн-Саунд Аттак
- 2004-05 Дэнни Сиврэ, Лондон Найтс
- 2003-04 Джэймс Вишневски, Плимут Уэйлерз
- 2002-03 Брендан Белл, Оттава Сиксти Севенс
- 2001-02 Эрик Рейц, Барри Кольтс
- 2000-01 Алексей Семёнов, Садбери Вулвз
- 1999-00 Джон Эрскин, Лондон Найтс
- 1998-99 Брайан Кэмпбелл, Оттава Сиксти Севенс
- 1997-98 Крис Аллен, Кингстон Фронтенакс
- 1996-97 Шон Бланшар, Оттава Сиксти Севенс
- 1995-96 Брайан Берард, Детройт Джуниор Ред Уингз
- 1994-95 Брайан Берард, Детройт Джуниор Ред Уингз
- 1993-94 Джейми Риверс, Садбери Вулвз
- 1992-93 Крис Пронгер, Питерборо Питс
- 1991-92 Дрейк Береховски, Норт-Бей Центенниалз
- 1990-91 Крис Снелл, Оттава Сиксти Севенс
- 1989-90 Джон Слэни, Корнуэлл Ройялс
- 1988-89 Брайан Фогэрти, Ниагара-Фолс Тандер
- 1987-88 Дэррил Шэннон, Уинсор Спитфайрз
- 1986-87 Керри Хаффман, Гелф Плэйтерз
- 1985-861 Джефф Браун, Садбери Вулвз / Терри Каркнер, Питерборо Питс
- 1984-85 Боб Халкидис, Лондон Найтс
- 1983-84 Брэд Сноу, Оттава Сиксти Севенс
- 1982-83 Эл МакИннис, Китченер Рейнджерс
- 1981-82 Рон Мейхан, Ниагара-Фолс Флайерз
- 1980-81 Рэнди Бойд, Оттава Сиксти Севенс
- 1979-80 Лэрри Мёрфи, Питерборо Питс
- 1978-79 Грег Теберг, Питерборо Питс
- 1977-781 Брэд Марш, Лондон Найтс / Роб Рэмедж, Лондон Найтс
- 1976-77 Крэйг Хартсбург, Су-Сент-Мари Грейхаундз
- 1975-76 Рик Грин, Лондон Найтс
- 1974-75 Майк О’Коннелл, Кингстон Канадиенс
- 1973-74 Джим Туркевич, Питерборо Питс
- 1972-73 Дени Потвен, Оттава Сиксти Севенс
- 1971-72 Дени Потвен, Оттава Сиксти Севенс
- 1970-71 Жоселин Гувремон, Монреаль Джуниор Канадиенс
- 1969-70 Рон Пламб, Питерборо Питс

1 Два победителя